# Апартамент

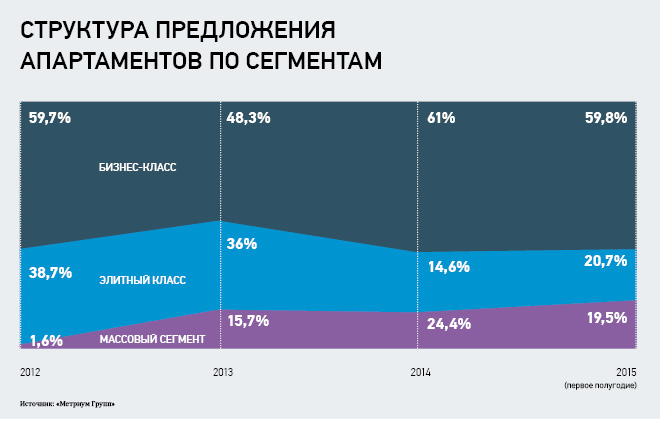
структура предложения апартаментов в России 2012 — первое полугодие 2015

Апарта́ме́нт (фр. appartement — квартира, от итал. appartamento — отдельное помещение) — комната или отдельное помещение в доме (квартира). 
В словаре Ушакова понятие «апартамент» — комната, преимущественно большая, покой.
В Европе апартаментами принято называть помещение, включающее одну и более комнат для аренды или покупки.
На рынке недвижимости и гостиничных услуг для зданий с апартаментами закрепилось название апартамент-отель (апарт-отель). Апартамент-отель — комплекс номеров квартирного типа с возможностью аренды и полным набором гостиничных услуг. Обычно апартамент оборудован кухней и ванной комнатой.

## В России
В России апартаменты — это нежилые помещения, не относящиеся к жилому фонду, но имеющие необходимые условия для проживания. Апартаменты продаются в административных зданиях, а также в зданиях, имеющих статус гостиницы.
Одно из отличий апартаментов от квартир — отсутствие возможности оформить регистрацию по месту жительства. Другое отличие — стоимость эксплуатационных расходов: поскольку апартаменты формально не относятся к жилью, тарифы на коммунальные услуги рассчитываются как для коммерческого помещения.
Юридический статус апартаментов в России закреплён не до конца. В связи с этим в октябре 2024 года стало известно, что московская мэрия временно отказывается согласовывать строительство в городе такой недвижимости.

## В Казахстане
В Казахстане апартаменты — как жилые, так и нежилые помещения. Для рынка недвижимости Казахстана понятие апартаменты относительно новое, хотя на Западе оно используется давно и всем привычно. В юридическом смысле апартаменты — это квартира с площадью от 20 м² с обязательным наличием кухни и санузла.